# 시피보 응체베
시피보 응체베(Siphiwo Ntshebe, 1974년 6월 28일 ~ 2010년 5월 25일)는 남아프리카 공화국의 테너 오페라 가수이다. 남아프리카 공화국의 전 대통령인 넬슨 만델라에 의해 요하네스버그에서 열리는 2010년 FIFA 월드컵 개막식의 축가를 부를 가수로 선정되었으나, 2010년 5월 25일 급성 수막염으로 사망하였다. 응체베가 FIFA 월드컵 개막식에서 부르기로 한 〈희망(Hope)〉은 티모시 몰로이가 대신 부르게 되었다.

## 생애
응체베는 포트엘리자베스에서 태어난 뒤 그곳에서 생활했으며, 유리시공사였던 아버지는 응체베가 대학에 다니던 시절인 2001년 11월 27일 사망해 응체베가 가장 역할을 맡게 되었다. 이후 퀸즐랜드 오페라의 영 아티스트 프로그램에 합격했으며, 2004년과 2007년 왕립음악대학교에서 장학금을 받았다. 2010년 5월 25일 포트엘리자베스의 리빙스턴 병원에서 사망했으며, 응체베가 발표하기로 한 앨범인 〈희망(Hope)〉은 2010년 6월에 공개되었다.